# روبين داريو روسي
روبين داريو روسي (28 أكتوبر 1973 ببوينس آيرس في الأرجنتين - ) هو لاعب كرة قدم أرجنتيني وكوري جنوبي في مركز الهجوم. لعب مع نادي بوسان أي بارك ونادي تولوز ونادي سان لورينزو.

## وصلات خارجية
- روبين داريو روسي على موقع دوري كوريا الجنوبية (الإنجليزية)
- روبين داريو روسي على موقع قاعدة بيانات كرة القدم.إي يو (الإنجليزية)
- روبين داريو روسي على موقع عالم كرة القدم.نت (الإنجليزية)